# Blasonnement

1. Écu français ancien
2. Écu français moderne
3. Écu ovale dit abusivement « des Dames »
4. Écu en losange dit abusivement "des Damoiselles"
5. Écu de tournoi ou bannière
6. Écu italien
7. Écu suisse
8. Écu anglais
9. Écu allemand
10. Écu polonais
11. Écu espagnol, portugais et flamand

En héraldique, le blasonnement, dans son sens le plus fréquent, est l'action de décrire, ou encore de lire ou déchiffrer des armoiries. Il s'agit d'un langage technique propre pour décrire d'abord les composants précis d'un écu armorié, puis les ornements qui lui sont ajoutés.
Cette description s'exécute à l'aide d'un vocabulaire et d'une syntaxe spécifiques, et selon un ordre rigoureux de lecture des éléments composant les armoiries.
En principe, à des armes données devrait correspondre un texte unique. Pour des armes dont le dessin est simple, la pratique confirme ce principe. Toutefois, pour des armes complexes (soit en raison du blason lui-même, soit en raison de la richesse des ornements), on peut trouver d'assez nombreuses variantes synonymes.
Dans son sens plus étendu, le blasonnement décrit l'ensemble des armoiries. Dans ce cas, hormis l'écu, qui est obligatoirement décrit en premier, l'ordre de citation des éléments est flou et peut varier selon les lieux et les époques. Par ailleurs, la description contenue dans le blasonnement laisse l'héraldiste (au sens d'auteur du dessin) tout à fait libre de son interprétation quant à la forme de chacune des parties du blasonnement, la forme de l'écu, pour autant qu'il respecte l'adéquation entre la pièce, meuble ou ornement reconnus et son dessin.
En d'autres termes, si l'écu accompagné de ses ornements extérieurs est la représentation graphique des armoiries, le blasonnement en est la représentation verbale.

## Historique
Né à l'époque du Moyen Âge de la pratique des tournois, des hérauts (qui donnent leur nom à l'héraldique), et partant de la nécessité de constituer de véritables catalogues (armoriaux), le blasonnement s'est développé en un véritable langage, avec son vocabulaire et sa syntaxe, rigoureux et précis, permettant de décrire rapidement et souvent sans ambiguïté les blasons les plus complexes (voir ci-dessous « Langue du blason »). Ces armoriaux étaient constitués à double fonction de recueil d'identités et de dépôt d'exclusivité, à une époque où l'illustration, surtout en couleur, était une entreprise de longue haleine. Le devoir des hérauts et poursuivants était aussi de reconnaître, par leurs couleurs, les chevaliers tombés au champ de bataille.
L'identité spécifique s'étant longtemps limitée aux éléments portés par l'écu, le blasonnement se contente souvent de ne décrire que celui-ci. Les ornements n'ont pris de l'importance que tardivement, et le blasonnement complet se doit de les intégrer quand ils existent.

## Constitution et blasonnement
La constitution est le fait de créer un blason particulier, avec toutes ses caractéristiques.
La liste des critères ci-dessous est une synthèse des principes énoncés par divers auteurs,
réunis par la Commission nationale d'héraldique.
Bien que plutôt destinés aux communes, les critères énoncés sont largement généralisables, dans le sens qu'il ne sont que très rarement contredits. 
Des blasons bien constitués doivent à la fois être faciles à blasonner (c’est-à-dire à décrire) et à représenter (c’est-à-dire à dessiner). Un blason peut être plus ou moins bien constitué. Ces deux critères ne conduisent pas à des jugements absolus et tranchés, mais permettent d'identifier ce en quoi pèche une composition, et de déterminer des possibilités d'amélioration — dans la mesure où il n'est pas encore fixé par l'histoire.
Des descriptions logiquement correctes peuvent aboutir à des représentations illisibles, principalement quand les détails deviennent trop petits. On peut ainsi imaginer un blason « de vair treillissé d'hermine et clouté du champ », tout à fait compréhensible mais impossible à représenter correctement.
Des compositions qu'il n'est pas possible (ou facile, ou évident) de blasonner sont aussi mal constituées. C'est le cas de nombreuses « armes modernes » de pays ou de communes, qui intègrent dans leurs écus des images, même quand elles sont très stylisées, qui ne sont pas construites suivant la logique du blason, mais plus selon une logique de dépliant publicitaire (voir les « armes » de Manaus au Brésil, par exemple).

Armes de Liège, exemple de blasonnement tardif.

Enfin, la constitution ne doit pas s'éloigner trop de l'usage héraldique courant, et éviter par exemple d'inscrire des devises sur l'écu lui-même, ou de composer des tableaux trop riches.
Ainsi, les armes de Liège sont assez typiques d'une héraldique tardive, qui tend à être mal constituée. Elles peuvent cependant être blasonnées sans trop de difficulté : « De gueules au perron de trois degrés, haussé et supporté par trois lions couchés, portant une colonne à trois tambours, coiffée d'une pomme de pin et sommée d'une croisette, le tout d'or, accosté d'un L et G majuscules du même ». La mauvaise constitution de ces armes porte sur deux types de défauts :
- La description de la colonne centrale fait l'objet d'une dizaine de différenciations (lions, pomme de pin, degrés…), détails qui deviennent tous illisibles sur la figure à petite échelle. De telles armes ne sont plus une figuration abstraite et symbolique, mais la représentation d'un monument particulier (le perron liégeois).
- L'ajout de lettres dans les armes est une pratique rare, parce que non lisible universellement : la lecture d'un tel blason n'est plus directement possible pour un héraldiste formé à l'alphabet cyrillique (pas plus que des lettres cyrilliques ne seraient lisibles pour un héraut occidental). Cependant, cette pratique marginale est tolérée depuis assez longtemps.

### Blasonnement et spécification d'armoiries
L'héraldiste ne décrit pas au même niveau de détail, suivant qu'il s'agit de blasonner des armes, ou de spécifier ou décrire une représentation particulière d'armoiries.
- Dans le premier cas, il s'agit de faire l'inventaire des détails significatifs qui distinguent ces armes de celles détenues par d'autres titulaires. Il est préférable, dans une telle description, d'être le plus général possible, tout en respectant l'esprit héraldique, pour que l'antériorité puisse être invoquée sur toutes les armes « presque » similaires, qui ne s'en distingueraient que par des détails dont le caractère significatif peut être discutable. Pour blasonner des armes, il faut donc écarter tout ce qui peut paraître secondaire, ou qui peut résulter d'un effet de style : attitudes peu nettes d'animaux, dispositions de meubles pouvant passer pour une position par défaut, etc. La contestation contre laquelle il faut se prémunir ici est celle de personnes qui choisiraient « presque » les mêmes armes, avec un risque de confusion.
- En revanche, pour décrire une représentation particulière, le même langage héraldique peut se faire beaucoup plus précis, et indiquer toutes sortes d'irrégularités apparentes, de solutions finalement suivies, ou d'alternatives retenues. La contestation à éviter est celle du client, dont les armoiries n'ont pas été définies à son goût.

Dans la composition d'un blason, il est normal de suivre les pratiques stylistiques de telle ou telle région, voire de satisfaire les indications particulières du titulaire. En revanche, quand il s'agit de décrire le blason correspondant, l'héraldiste doit exercer une censure ferme, et écarter de sa description tout ce qui s'attache non pas à la nature essentielle des armes, mais à leur représentation particulière. Est-il significatif qu'un lion soit représenté sans poils aux pattes, la queue en dehors plutôt qu'en dedans, levée ou entre les jambes, la tête tournée à droite ou à la gauche, la patte levée ou non ? Dans le doute, il est préférable de mentionner cette originalité quand il s'agit de décrire la représentation, mais il faut refuser de la considérer comme un signe significatif, suffisant pour distinguer des armes de celles du voisin.

### Langue du blason
Le blasonnement utilise un langage technique, conventionnel et précis qui relève de la discipline héraldique. Initialement faite par les hérauts en langage courant de l'époque, la description héraldique s'est trouvée figée dans sa syntaxe et son vocabulaire.

## Propriété intellectuelle en France
Le blasonnement lui-même, même d'élaboration contemporaine, n'est pas protégé par le droit d'auteur, au sens de l'article L 112-2 du code de la propriété intellectuelle. 
En revanche, le dessin d'un blason (d'après un blasonnement ou non) est assimilable à une œuvre de l’esprit à caractère graphique, au sens où il porte « l'empreinte personnelle de son auteur », et son auteur bénéficie du droit de propriété intellectuelle qui protège toute œuvre de l’esprit et qui naît de la production même de l’œuvre, protégée jusqu’à 70 ans après la mort de l’auteur (art. L 111-1 et suivants du CPI).

## Principes de la composition ou de lecture d'un blasonnement

### L'écu
Seul porteur des éléments proprement identitaires des armoiries (comme partie du nom patronymique ou d'un territoire), l'écu est le premier décrit dans le blasonnement, lequel se limite parfois à cette seule description, soit par absence d'ornements extérieurs, soit parce que ceux-ci n’apportent rien de significatif.
Les armes peuvent être de différents types, et la manière de blasonner dépend de ce type :
- les armes simples forment le cas général d'un champ le plus souvent uniforme, éventuellement chargé de figures, c’est-à-dire de pièces ou de meubles (elles sont dites plaines sinon) ;
- les armes composées accolent deux ou plusieurs armes, séparées par des lignes de partition formant des quartiers (ce terme étant pris dans un sens étendu), chacun d'eux se comportant comme des armes simples.

#### Armes simples (non composées)
Le premier composant de l'écu à décrire est le champ. Celui-ci peut être simple ou composé.
|  | Champ simple : l’écu est entièrement recouvert d’un émail, d’un métal ou d’une fourrure, qui peut recevoir ou non des charges (ou figures), pièces et/ou meubles. On énonce la couleur du champ puis on décrit les charges : De gueules au chevron d'or (Les Essarts). Un champ non chargé est dit plain. (À droite : d'hermine plain qui est de Bretagne.) |
|  | Champ partitionné : le champ n'est pas d'une couleur unique, mais de deux couleurs (rarement plus) séparées par un motif géométrique plus ou moins complexe. On indique la partition, puis les deux (ou plus) couleurs correspondantes, en suivant la règle chef avant pointe, puis dextre avant senestre. Si des meubles sont à cheval sur une telle partition, ils sont dits brochant : Coupé d'argent et d'azur au lion d'or, armé et lampassé de gueules, brochant (gauche, famille de Villeroux). Dans un champ partitionné, le meuble brochant sur la partition est parfois de l'un en l'autre : Parti d'argent et d'azur, à la fleur de lys de l'un en l'autre (droite, famille Hoecklin de Steineck), signifiant que la fleur de lys est d'azur pour la partie reposant sur la moitié argent, et inversement, d'argent pour la moitié azur.                                                                                            |
|  | Cas particulier de champ composé : la partition choisie partage le champ en nombreux petits éléments réguliers, utilisant le plus souvent deux couleurs alternées (certains nomment ce type de champ champ alterné pour cette raison). Chaque élément étant trop petit pour constituer un élément autonome, le champ entier est souvent décrit comme un champ simple avec un nom spécifique selon le type de partition : losangé d'argent et de gueules (à gauche, anciens comtes d'Angoulême). Toutefois, s'il est chargé, les charges se blasonnent comme brochant sur ce champ composé : Losangé de sinople et de gueules à l'étoile d'or anglée, à senestre, d'une queue de comète du même courbée en bande, brochant sur le tout (à droite Lachassagne). De même que précédemment, une pièce honorable peut être de l'un en l'autre, ce qui peut conduire à des motifs géométriques complexes malgré une description relativement simple. |

Après l'énoncé du champ, on énumère les charges, qui peuvent être des pièces ou des meubles, en commençant, s'il y en a plusieurs différentes, par celle qui paraît principale, parce que plus centrale, de taille plus importante ou simplement plus significative.
|  | La charge est une pièce : celle-ci a une place assignée, et dans le cas le plus simple, il suffit de préciser sa couleur. Une pièce est introduite avec l'article défini : D'argent à la fasce de gueules (à gauche, Béthune). Si la pièce présente des particularités de forme, celles-ci sont décrites avant la couleur. Si la pièce est elle-même chargée, cela se blasonne à la suite. Ex : d'hermine au chef endenché de gueules chargé d'une coquille d'or (à droite, Mortrée). |
|  | La charge principale est un meuble : comme son nom l'indique, il n'a pas de place spécifique. Toutefois, par défaut, on le considèrera comme placé au centre du champ. Si de plus il s'agit d'un meuble connu et répertorié, et qu'il se présente sous son aspect le plus usuel, il suffit alors d'indiquer sa couleur (laquelle peut parfois aussi être définie par défaut, mais ce, rarement). Un meuble est introduit avec un article indéfini (ce n'est pas une pièce de l'écu) : d'argent à une rose de gueules (à gauche, Pacy-sur-Eure). Si le meuble présente des particularités (de forme, de posture, etc), cela doit être blasonné avec les termes spécifiques (le plus souvent des participes de verbes). Les meubles peuvent aussi être chargés, bien que ce soit assez rare. ex.: de gueules à une étoile de huit rais d'or chargée d'une aigle bicéphale de sable, membrée, becquée et diadémée du champ (à droite, Marquis de Sade). |
|  | Exceptions. - Certaines pièces réduites se comportent parfois comme des meubles et peuvent se trouver placés à des lieux inhabituels. Il convient alors de les traiter en meuble (en particulier en utilisant l'article indéfini): D'or à la bande de gueules chargée en chef d'une croix tréflée d'argent posée à plomb (blason de gauche). Notons toutefois que les rares pièces concernées changent de nom en devenant meuble : la croix devient croisette, le sautoir devient flanchis, etc. L'écusson garde son nom. Mais il est la seule pièce qui, par défaut, ne touche pas les bords de l'écu, ce qui fait qu'il est considéré comme « meuble » par certains auteurs. - Inversement, certains meubles, par leur prestige, se voient accorder une promotion par l'usage de l'article défini: on dit au lion, à l'aigle ou encore à la Vierge (mais à une vierge s'il s'agit d'une statue) : D'argent au lion de sinople (à droite, Agincourt). Remarque générale : la règle de l'usage de l'article est peu suivie, ce qui ne pose aucun problème. |

Après l'énoncé de la charge principale et sa description complète, y compris de tout ce qui la charge elle-même, on procède à la description des charges secondaires qui éventuellement l'accompagnent sur le même champ.

#### Armes composées
|  | Dans des armes composées, le blason est constitué de plusieurs zones accolées selon une ou plusieurs figure de partition simple, chaque zone — souvent nommée « quartier » par extension du terme — formant le plus souvent des armes préexistantes désignant un titulaire. On énonce la partition, puis chaque quartier est décrit à tour de rôle, la priorité étant : « chef avant pointe, puis dextre avant senestre ». En rappelant que la gauche (senestre) et la droite (dextre) sont celles du porteur de l'écu, et donc que pour le spectateur en vis-à-vis la latéralité est inversée. – Si besoin est, on précise pour chaque quartier son ordre d'apparition, qui ce marque dans son expression la plus simple par un simple numero d'ordre [au 1, au 2, etc.] parfois suivi d'une parenthèse fermante [au 1), au 2) etc.] : ou avec un ordinal en lettres [au premier, au deuxième, etc.] ou en chiffes [au 1er, au 2ème, etc.]. Exemple de blasonnement d'un écu parti : écartelé en sautoir ; au premier d'azur à un donjon d'argent ; au deuxième de gueules à une grappe de raisin, tigée et feuillée d'argent ; au troisième de gueules à un dextrochère d'argent, à l'index pointé, vêtu d'azur semé de fleurs de lys d'or, duquel tombent deux gouttes aussi d'argent ; au quatrième d'azur à trois fleurs de lys d'or mal ordonnées (voir, colonne de gauche, l'écu d'Écrouves). – Si deux quartiers sont identiques, ce qui est fréquent, ils sont décrits ensemble au moment de l'apparition du premier des deux : Écartelé, en 1 et 4 de Navarre, en 2 de Bourbon, en 3 de Béarn (voir, colonne de droite, l'écu d'Antoine de Bourbon, roi consort de Navarre). |
|  | Titulaires : Les quartiers des armes composées sont des armes plus simples, dont il est possible de nommer le titulaire dans le blasonnement : Écartelé, d'azur à trois fleurs de lys d'or, qui est de France moderne, et de gueules, qui est d'Albret [ci-contre à gauche]. Il est également possible de décrire des armes uniquement par les titulaires, si du moins celui-ci est suffisamment connu pour que son blasonnement puisse être implicite : Écartelé de France et d'Angleterre [ci-contre à droite]. |

#### Le tout
Dans tous les cas, on blasonne ensuite les meubles éventuels qui chargent le tout ou les figures qui affectent le tout.
|  | Le tout désigne l'ensemble de l'écu qui a été décrit jusqu'à ce point, et qui peut être chargé de figures complémentaires, qui sont alors disposées comme si tout ce qui précédait était plain : écartelé en 1 et 4 d'azur aux trois fleurs de lys d'or et en 2 et 3 de gueules aux trois léopards d'or, au lambel d'argent brochant sur le tout (armes de Edward de Westminster). La désignation du tout peut être ambiguë, dans le cas d'armes composées, si le dernier quartier reçoit une figure brochant sur son tout, parce que plusieurs niveaux peuvent être en cours de description non achevée. Dans ce cas, il vaut mieux préciser sur le tout du quartier : Écartelé, en I parti: en 1 de gueules aux trois léopards d'or (d'Angleterre) et en 2 d'or, au lion de gueules, au double trescheur fleuronné et contre-fleuronné du même (d'Écosse); en II d'azur aux trois fleurs de lys d'or (de France) ; en III d'azur, à la harpe d'or, cordée d'argent (d'Irlande) et en IV tiercé en pairle renversé, 1, de gueules, à deux léopards d'or ; 2, d'or, semé de cœurs de gueules, au lion d'azur, armé et lampassé du deuxième, brochant sur le tout ; 3, de gueules, au cheval cabré d'argent, harnaché d'or, à l'écusson de gueules brochant sur le tout du quartier, au lambel à trois pendants d'argent brochant sur le tout (George III). Ici, si l'on ne précisait pas brochant sur le tout, le lambel pourrait ne porter que sur le dernier quartier nommé dont la description est encore ouverte, c'est-à-dire non pas l'écusson de gueules (puisqu'on a clos sa description en disant qu'il était sur le tout du quartier) mais sur le tiercé en pairle renversé. |

### Les ornements extérieurs

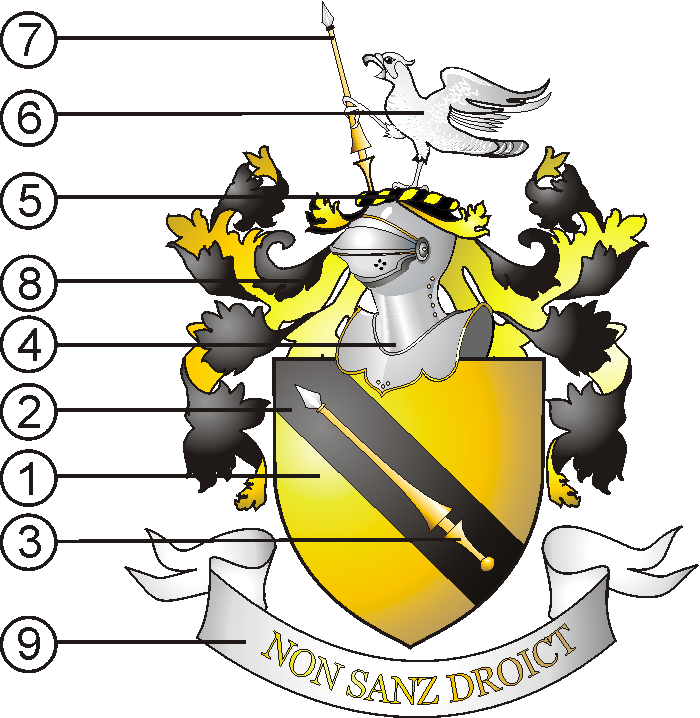
Exemples d'ornements (blason des Shakespeare): heaume (4) sommé de (6&7) avec lambrequins (8) surmonté d'un cimier (6) reposant sur un tortil (9).

On blasonne les ornements extérieurs à la suite de l'écu, en allant du premier plan vers l'arrière, et de l'écu vers l'extérieur, mais cet ordre n'est pas rigoureusement fixé.
Les ornements extérieurs (coiffures, collier et cordelières, tenants et terrasse, manteaux, drapeaux, armes, bâtons, sceptres et mains de justice, clefs, crosses, devise, etc.) entourent l'écu pour former les armoiries complètes, et précisent parfois les attributs du titulaire (son rang, sa fonction… - surtout dans l'héraldique d'Empire).
Ces ornements extérieurs peuvent être très variés, et ils se décrivent normalement avec le même langage que pour l'écu. Toutefois, la rigueur est bien moindre à l'extérieur de l'écu qu'à l'intérieur, il en va de même pour la langue employée, qui doit s'adapter à toutes les fantaisies, licites dans cette partie des armoiries.
Comme pour l'écu, les raccourcis sont de mise : ainsi pour des armoiries comportant des drapeaux, il est théoriquement possible de décrire chacun d'eux, mais il est beaucoup plus clair et plus simple d'indiquer la présence des drapeaux « de France », « d'Allemagne » et « de Pologne », plutôt que d'en faire la description individuelle.
Certaines figures sont spécifiques des ornements extérieurs (drapeaux, manteaux), mais en principe, tout autre ornement extérieur peut figurer dans les armoiries.

## Exemple simple
- L'Alsace ancien se blasonne ainsi : parti, au premier, de gueules à la barre d'argent côtoyée de deux cotices fleuronnées du même et au second[3] aussi de gueules à la bande d'or accompagnée de six couronnes du même, trois en chef et trois renversées en pointe.

## Exemples complexes
- Principauté de Liège : Écartelé : 1. de Bouillon ; 2. de Franchimont ; 3. de Looz ; 4. de Horn ; sur-le-tout de Liège (porté au départ sans L et G).

- Province de Liège : Écartelé : 1. de Liège ; 2. de Bouillon ; 3. de Franchimont ; 4. de Looz ; enté en pointe de Horn.
  - Liège (Ville de Liège) : De gueules au perron haussé, supporté par trois lions sur trois degrés, monté d'une pomme de pin, sommé d'une croix pattée, le tout d'or, accosté d'un L et G majuscules du même.
  - Bouillon (duché de Bouillon) : De gueules, à la fasce d'argent.
  - Franchimont (marquisat de Franchimont) : D'argent, à trois lionceaux de sinople, armés et lampassés de gueules, et couronnés d'or.
  - Looz (comté de Looz) : Burelé (10) d'or et de gueules.
  - Horn (comté de Horn) : D'or, à trois cors de chasse de gueules mal ordonnés, virolés et enguichés d'argent.

Armoiries des ducs de Mayenne.

- Armoiries des ducs de Mayenne :

« Écartelé, en 1 et 4 : coupé et parti en 3, au premier fascé de gueules et d'argent, au deuxième d'azur semé de lys d'or et au lambel de gueules, au troisième d'argent à la croix potencée d'or, cantonnée de quatre croisettes du même, au quatrième d'or aux quatre pals de gueules, au cinquième d'azur semé de lys d'or et à la bordure de gueules, au sixième d'azur au lion contourné d'or, armé, lampassé et couronné de gueules, au septième d'or au lion de sable armé et lampassé de gueules, au huitième d'azur semé de croisettes d'or et aux deux bar d'or. Sur le tout d'or à la bande de gueules chargé de trois alérions d'argent le tout brisé d'un lambel de gueules ; en 2 et 3 contre-écartelé en 1 et 4 d'azur, à l'aigle d'argent, becquée, languée et couronnée d'or et en 2 et 3 d'azur, à trois fleurs de lys d'or, à la bordure endentée de gueules et d'or. »
| Terme héraldique                                                                           | Commentaire | Armes |
| ------------------------------------------------------------------------------------------ | --- | --- |
| Écartelé,                                                                                  | Formé de quatre éléments, qui seront numérotés 1, 2, 3 et 4, l'ordre de lecture étant de gauche à droite puis de haut en bas. | Formé de quatre éléments, qui seront numérotés 1, 2, 3 et 4, l'ordre de lecture étant de gauche à droite puis de haut en bas. |
| en 1 et 4 :                                                                                | Les éléments en haut à gauche (1) et en bas à droite (4) sont identiques, et la description suit (il s'agit des armes des ducs de Guise) : | |
| coupé et parti en 3,                                                                       | Ce premier élément sera divisé par un coupé (une ligne horizontale) et trois parti (lignes verticales), ce qui fait huit sous-éléments. L'ordre de numérotation sera de gauche à droite 1, 2, 3, 4 (rangée du haut) puis 5, 6, 7 et 8 (rangée du bas). | Ce premier élément sera divisé par un coupé (une ligne horizontale) et trois parti (lignes verticales), ce qui fait huit sous-éléments. L'ordre de numérotation sera de gauche à droite 1, 2, 3, 4 (rangée du haut) puis 5, 6, 7 et 8 (rangée du bas). |
| au premier fascé de gueules et d'argent,                                                   | (1) Armes de Hongrie : bannière d'Árpád, fondateur de la première dynastie des rois de Hongrie. | |
| au deuxième d'azur semé de lys d'or et au lambel de gueules,                               | (2) Anciennes armes de l'Anjou, sur champ de France ancien. | |
| au troisième d'argent à la croix potencée d'or, cantonnée de quatre croisettes du même     | (3) Armes du Royaume de Jérusalem. | |
| au quatrième d'or aux quatre pals de gueules                                               | (4) Armes du royaume d'Aragon. Dernier élément de la rangée du haut, on passe à la rangée suivante. | |
| au cinquième d'azur semé de lys d'or et à la bordure de gueules,                           | (5) Armes des comtes de Valois. | |
| au sixième d'azur au lion contourné d'or, armé, lampassé et couronné de gueules,           | (6) Duché de Gueldre, contourné par courtoisie parce que ces armes sont jointes aux suivantes. | |
| au septième d'or au lion de sable armé et lampassé de gueules,                             | (7) Duché de Juliers, rattaché au précédent après 1379. | |
| au huitième d'azur semé de croisettes d'or et aux deux bar d'or.                           | (8) Duché de Bar, et fin de la rangée du bas. | |
| Sur le tout                                                                                | Sur le tout, donc formant un écu brochant sur la série précédente : | Sur le tout, donc formant un écu brochant sur la série précédente : |
| d'or à la bande de gueules chargé de trois alérions d'argent                               | Armes de Lorraine. | |
| le tout brisé d'un lambel de gueules ;                                                     | Le tout, donc l'ensemble du quartier (et non uniquement les armes de Lorraine). | |
| en 2 et 3                                                                                  | Le premier grand quartier ayant été décrit on passe au deuxième, qui est donc identique au troisième. Il s'agit des armes de la famille d'Este entre 1431 et 1452.                                                                                     | |
| contre-écartelé                                                                            | Le quartier est divisé en quatre éléments par un coupé (une ligne horizontale) et un parti (ligne verticale). | Le quartier est divisé en quatre éléments par un coupé (une ligne horizontale) et un parti (ligne verticale). |
| en 1 et 4 d'azur, à l'aigle d'argent, becquée, languée et couronnée d'or                   | Le quartier supérieur gauche se répète en bas à droite. Armes primitives de la Maison d'Este. | |
| et en 2 et 3 d'azur, à trois fleurs de lys d'or, à la bordure endentée de gueules et d'or. | Le quartier supérieur droit se répète en bas à gauche. Armes du duché de Modène. | |

Ces armes écartelées sont classiquement celles d'un couple, que l'on peut identifier (dans la généalogie des ducs de Guise) comme celui formé par François de Guise, dit le Balafré (1519-1563) et Anne d'Este et Ferrare. De cette union naquit un cadet, Charles de Mayenne, ancêtre de cette branche cadette.